# 造血幹細胞ニッチ
造血幹細胞ニッチ (英名：Hematopoietic stem cell niche)とは骨髄において造血幹細胞と、それを支持する細胞によって作り出される微小環境のことである。

## 概要
成人の骨髄では毎日数千億個の血液細胞が作られるがその大元になっているのは、ごく少数の造血幹細胞である。造血幹細胞は細胞分裂すると一つは完全な自己複製された細胞となり、もう一つは血液細胞への分化の道をたどり始める。血液細胞への分化の道をたどり始めると造血前駆細胞となり盛んに細胞分裂をして数を増やしながら成熟した血液細胞へと分化・成熟していくが、一旦分化・成熟の道をたどり始めると大本である造血幹細胞には戻ることは出来ず、またその増殖も盛んではあるが有限であり、造血幹細胞による新たな前駆細胞の供給が無いと一生に渡って血液細胞を供給し続けることは出来ない。
その為、少数の造血幹細胞が枯渇しないように、あるいは変質しないように保護する仕組みが必要となる。
造血幹細胞は、骨髄内の特定の場所で支持細胞と接着し支持細胞によって眠らされ大事に保護されているが、必要なときには目覚めさせられて2つに分裂し、一つは造血幹細胞の状態を維持し(自己複製)また元のように支持細胞による環境で眠りにつき、もう一つは支持細胞の元を離れて盛んに分裂し数を増しながら血液細胞への分化の道をたどることになる。
そのような、骨髄において造血幹細胞と支持細胞などが織り成す微小環境を造血幹細胞ニッチと呼ぶ。
造血幹細胞ニッチには、骨髄の奥深く内骨膜上で特定の性質を持つ骨芽細胞を中心に細網細胞(CAR細胞）など多種類の細胞によって構成され静的な骨芽細胞性ニッチ（Osteoblastic niche)と、骨髄内血管である類洞血管の血管内皮細胞を中心とし他にはCAR細胞などからなる、動的な血管性ニッチ(Vascular niche)の2つが考えられている。
造血幹細胞とニッチの構成細胞は造血幹細胞の保持に関わる因子や増殖に関わる因子、アポトーシスに関わる因子など多くのサイトカイン、ケモカインで相互に様々な制御を行っていると考えられている。

## 骨芽細胞性ニッチ（Osteoblastic niche)

骨芽細胞性ニッチ　接着分子やシグナルを伝えるリガンド・受容体(レセプター)は種類は多い。ここでは代表的なものしか記述していない

骨髄の奥深く、内骨膜上に存在するSNO細胞（N-cadherin陽性であり、紡錘型の骨芽細胞）は内骨膜の表面に接着し、その表面にN-cadherinタンパクを持つ。造血幹細胞もN-cadherin(カドヘリンタンパク)を持ち、SNO細胞と造血幹細胞はN-cadherinタンパクを介して接着している。
また、SNO細胞と造血幹細胞はそれぞれその表面に多数のレセプターを持ち、互いに多種類のシグナルの交換をしているが、その中でも重要なものにはAng-1/Tie2シグナルとTHPO/Mplシグナルがある。
SNO細胞と造血幹細胞がN-cadherinタンパクを介して接着している状態で、SNO細胞が放出したリガンドAng-1(アンジオポエチン)が造血幹細胞のTie2レセプターに取り込まれると、造血幹細胞では細胞周期のG0期(細胞分裂が行われない静止期）が維持され、また細胞のアポトーシスが起こらないようになる。また、Ang-1/Tie2シグナルはN-cadherinタンパクを介して接着をより強固にする働く。
また、SNO細胞が放出るTHPO(トロンボポエチン)をリガンドとし、Mplレセプターに作用するTHPO/Mplシグナルも定常状態では同様に造血幹細胞の静止と細胞接着に働く（ただし、THPO/Mplシグナルが定常状態を超えて抗進された場合には逆に造血幹細胞の増殖を誘導する。)
また、骨芽細胞性ニッチにはCAR細胞や破骨細胞なども存在し、それらの細胞も造血幹細胞のコントロールに関わっている。ニッチにおいて骨芽細胞と同様に造血幹細胞に接着しているCAR細胞はCxcl12ケモカインを産出し、それによって造血幹細胞が持つCxcr4レセプターにシグナル伝達が行われると、それも造血幹細胞の静止状態の維持に重要な役割をはたすと考えられている。
骨髄の奥に存在する骨芽細胞性ニッチは低酸素状態に置かれている。
活性酸素による酸化ストレスは細胞を傷つけるが、低酸素状態の骨芽細胞性ニッチでは酸化ストレスが弱く細胞の維持には好都合である。また、低酸素状態は骨芽細胞の数の維持にもつながっていると考えられている。

## 血管性ニッチ (Vascular niche)
骨髄内では内骨膜上とは別に、類洞血管内皮細胞に造血幹細胞とCAR細胞が接着して存在することも分かっている。これを血管性ニッチと呼ぶ。血管性ニッチでは造血幹細胞の維持に加え、造血幹細胞自身の増殖や血液細胞への分化にも多く関わっている。
血管性ニッチを構成する細胞にはAng-1などの造血幹細胞細胞の維持に関わる因子を発現するCAR細胞や遊走に必要な因子であるSDF-1などを発現する細胞などがあり、同様に血管周辺に存在する巨核球もAng-1を産出するなど多くの細胞が関わっていると考えられている。
血管性ニッチ環境は骨芽細胞性ニッチに比べ高酸素状態であり、造血幹細胞の細胞周期は活性化されやすい。実際、骨芽細胞性ニッチに比べると多くの造血幹細胞が細胞分裂の周期に入っていると考えられている。
血管性ニッチは末梢血流に接しているので、造血幹細胞が内皮細胞の間をくぐり抜けて末梢血に入り、他の造血組織に移動することもある。

## 相互関係
骨芽細胞性ニッチは低酸素環境で静的であり、そこに存在する造血幹細胞はほとんどがG0期の静止状態であり、造血幹細胞の維持に特化しているように考えられる。
それに比べて血管性ニッチは酸素に富む環境で、骨芽細胞性ニッチに比べると多くの造血幹細胞が細胞周期に入っており、動的で造血に積極的に関わっているように考えられる。
この二つの環境の関係については未解明であるが4つの可能性が考えられている。
1. 造血は血管性ニッチで行われていて、骨芽細胞はサイトカインの放出をしている（骨芽細胞ニッチの存在に否定的である）[3]
2. 骨芽細胞ニッチから血管性ニッチへの造血幹細胞の移動がある。
3. それぞれは独立している。
4. 骨芽細胞ニッチと血管性ニッチは別々の物ではなく近接し一連としてニッチを構成している。

骨芽細胞ニッチの存在に否定的な研究もあり、また、CAR細胞は両ニッチに見られそれぞれで重要な働きをしていると思われるので、造血幹細胞ニッチは骨芽細胞や血管内皮細胞ではなくCAR細胞が中心になっているとの考えもある。
この分野は未解明な部分が多く、今後の研究が待たれている分野である。

## 細網細胞（CAR細胞）ニッチ
近年の研究ではCAR細胞が造血幹細胞や造血前駆細胞の維持に大きく関わっていることが判明している。骨髄の洞様毛細血管のほとんどはCAR細胞によって取り囲まれている。CAR細胞は突起を伸ばし、造血幹細胞の大半はその突起に接着している。造血幹細胞はCXCR4レセプターでサイトカインCXCL12を受け取り、CXCL12は造血幹細胞の維持に必須の分子であることが明らかになっている。CAR細胞はCXCL12を高発現しており、またCAR細胞欠損マウスの研究からCAR細胞は造血幹細胞の増殖に関わるSCFの産出の主体でもあることが示唆されている。
造血幹細胞が存在する洞様毛細血管を取り囲んで造血幹細胞に接着し、造血幹細胞の維持や増殖に関わる分子を産出しているCAR細胞が造血幹細胞ニッチの主たる構成細胞である可能性が強く示唆されている。しかしながら、CAR細胞に比べて造血幹細胞の数ははるかに少なく、造血幹細胞を維持している機構はいまだ不明である。

### 註釈
1. ↑  造血幹細胞は骨髄細胞1万-100万個に1個程度しかない(-出典、吉原「生体内における造血幹細胞の動態」)が、強い放射線照射によって造血機能を完全に破壊されたマウスの実験ではたった一つの造血幹細胞が造血機能を再構築することが確かめられている。-出典、新井 文用「造血幹細胞」 『幹細胞の分化誘導と応用』エヌ・ティー・エス、2009年、pp.62-71
2. ↑  ニッチにおいてそのほとんどが細胞周期のG0期（細胞分裂を行わない静止期）であり、静止期の細胞は抗がん剤に対しても抵抗性があり、活性酸素などの酸化ストレスによるDNAダメージも受けにくい-出典、新井 文用「造血幹細胞」 『幹細胞の分化誘導と応用』エヌ・ティー・エス、2009年、pp.62-71